# Правило Кейнса — Рамсея
Правило Кейнса — Рамсея — правило оптимального поведения потребителя в задаче межвременного выбора. Правило описывает оптимальную траекторию потребления во времени при данном уровне дохода, процентной ставке по сбережениям и субъективной норме дисконтирования.
Правило Кейнса — Рамсея связывает оптимальные уровни потребления в двух соседних периодах времени. Поэтому оно описывает оптимальные траектории поведения потребителя в динамических макроэкономических моделях.
С математической точки зрения правило Кейнса — Рамсея является необходимым условием оптимальности для задачи оптимального управления. Оно также известно под названием уравнения Эйлера-Лагранжа.

## История
Правило Кейнса — Рамсея названо в честь Фрэнка Рамсея и его наставника Джона Мейнарда Кейнса. Правило было получено Рамсеем в 1928 году как результат решения модели оптимальных сбережений. Впоследствии эта модель получила развитие в теории экономического роста и теперь известна под названием модели Рамсея-Касса-Купманса. Кейнс помог дать экономическую интерпретацию этому правилу:

«Сбережения должны быть достаточными для достижения или временного приближения к точке насыщения („точке счастья“), но это не значит, что нужно сберегать весь наш доход. Чем больше мы сберегаем, тем быстрее мы достигаем насыщения, но тем меньше радости мы получаем прямо сейчас, так что нам приходится выбирать между тем и другим. Мистер Кейнс показал мне, что правило, которое регулирует необходимый объём сбережений, может быть сразу же выведено из этих соображений».
Современная макроэкономика оперирует микрообоснованными моделями, в которых межвременная задача потребительского выбора аналогична задаче, сформулированной Рамсеем. Она является основным способом описания потребительского поведения, поэтому правило Кейнса — Рамсея в его различных модификациях является обязательным элементом, описывающим динамику в моделях.

## Математическая формулировка правила в непрерывном времени
Правило Кейнса — Рамсея формулируется в форме следующей взаимосвязи темпа прироста потребления (на душу населения) от разницы между текущей рыночной процентной ставкой и коэффициентом межвременных предпочтений:
{\displaystyle {\frac {\dot {c}}{c}}={\frac {1}{\theta }}(r_{t}-\rho )},
где {\displaystyle {\dot {c}}} — производная потребления на душу населения по времени, соответственно {\displaystyle {\frac {\dot {c}}{c}}} — темп прироста (непрерывный) потребления на душу населения в единицу времени;
{\displaystyle {\theta }=-{\frac {u''(c)}{u'(c)}}c=-{\frac {MU'(c)}{MU(c)}}c=-{\frac {dMU/MU}{dc/c}}} — эластичность предельной полезности по потреблению, взятая с противоположным знаком (относительная мера неприятия риска Эрроу-Пратта);
{\displaystyle r_{t}} — процентная ставка доходности активов (она же предполагается равной процентной ставке по долгу);
{\displaystyle \rho } — коэффициент межвременного предпочтения потребителя,{\displaystyle \rho >0,\rho =const}.

## Предпосылки и вывод правила в непрерывном времени
В первую очередь, модель предполагает, что средний индивид максимизирует межвременную функцию полезности следующего вида
{\displaystyle U=\int _{0}^{\infty }u(c_{t})e^{-\rho t}dt},
где {\displaystyle c_{t}} — потребление индивида в момент времени {\displaystyle t}; {\displaystyle \rho } — коэффициент межвременного предпочтения потребителя,{\displaystyle \rho >0,\rho =const}.
Максимизация межвременной функции полезности осуществляется с учётом бюджетного ограничения, связанного с доходами индивида. Доходы в единицу времени формируются из заработной платы и доходов от активов (сбережений) по рыночной процентной ставке. Соответственно, доходы в единицу времени за минусом потребления представляют собой прирост активов в единицу времени. Таким образом, бюджетное ограничение имеет вид дифференциального уравнения по активам:
{\displaystyle {\dot {a}}=r_{t}a_{t}+w-c_{t}}
В этом случае гамильтониан задачи оптимизации будет равен
{\displaystyle H=u(c_{t})e^{-\rho t}+\lambda _{t}(r_{t}a_{t}+w-c_{t})}
Необходимые условия оптимальности имеют вид:
{\displaystyle {\partial H \over \partial c_{t}}=e^{-\rho t}u'(c_{t})-\lambda _{t}=0}
{\displaystyle {\dot {\lambda _{t}}}=-{\partial H \over \partial a_{t}}=-\lambda _{t}r_{t}}
Первое условие можно представить в виде
{\displaystyle \ln \lambda _{t}=\ln u'(c_{t})-\rho t}
Дифференцируя это равенство по времени получим:
{\displaystyle {\dot {\lambda _{t}}}/\lambda _{t}=u''(c_{t})/u''(c_{t}){\dot {c_{t}}}-\rho =-\theta {\dot {c_{t}}}/c_{t}-\rho }
Учитывая, что по второму условию :{\displaystyle {\dot {\lambda _{t}}}/\lambda _{t}=-r_{t}} получим окончательно
{\displaystyle {\dot {c_{t}}}/c_{t}={1 \over \theta }(r_{t}-\rho )}
Данный результат не изменится, если в модель добавить постоянный темп роста населения и (или) дополнительную переменную, от которой зависит функция полезности (обычно это «свободное время» индивида или предложение труда).

## Вывод правила в дискретном времени

### Двухпериодная задача
Потребитель решает задачу межвременного выбора, выбирая оптимальный уровень потребления в каждом из двух периодов {\displaystyle t=1,2} при заданном уровне дохода в каждом периоде. Целевая функция потребителя выглядит следующим образом:
{\displaystyle U(C_{1},C_{2})=u(C_{1})+\beta u(C_{2})\to \max _{C_{1},C_{2}}},
где {\displaystyle U(\cdot )} — функция полезности; {\displaystyle u(\cdot )} — мгновенная (однопериодная) функция полезности; {\displaystyle C_{1},C_{2}} — уровень потребления в первом и втором периоде; {\displaystyle \beta } — субъективный коэффициент дисконтирования.
Бюджетное ограничение потребителя выглядит следующим образом:
{\displaystyle C_{1}+{\frac {C_{2}}{1+r}}\leq Y_{1}+{\frac {Y_{2}}{1+r}}}
где {\displaystyle Y_{1},Y_{2}} — уровень дохода в первом и втором периоде; {\displaystyle r} — процентная ставка по сбережениям, выступающая в роли ставки дисконтирования.
Задача решается методом неопределенных множителей Лагранжа. Функция Лагранжа для задачи с ограничением:
{\displaystyle L=u(C_{1})+\beta u(C_{2})+\lambda {\Bigg (}C_{1}+{\frac {C_{2}}{1+r}}-Y_{1}-{\frac {Y_{2}}{1+r}}{\Bigg )}\to \max _{C_{1},C_{2}}}
Условия оптимальности первого порядка (без учёта бюджетного ограничения):
{\displaystyle u'(C_{1})+\lambda =0}
{\displaystyle \beta u'(C_{2})+\lambda {\frac {1}{1+r}}=0}
Отсюда следует правило Кейнса — Рамсея:
{\displaystyle {\frac {u'(C_{1})}{u'(C_{2})}}=\beta (1+r)}

### Общий случай
Задачу можно обобщить на случай конечного или бесконечного временного горизонта.
{\displaystyle U=\sum _{t=0}^{T}\beta ^{t}u(C_{t})\to \max _{C_{t}}}
{\displaystyle \sum _{t=0}^{T}{\frac {C_{t}}{(1+r)^{t}}}\leq \sum _{t=0}^{T}{\frac {Y_{t}}{(1+r)^{t}}}}
Задача решается методом неопределенных множителей Лагранжа. Функция Лагранжа для задачи с ограничением:
{\displaystyle L=\sum _{t=0}^{T}\beta ^{t}u(C_{t})+\lambda {\Bigg (}\sum _{t=0}^{T}{\frac {C_{t}}{(1+r)^{t}}}-\sum _{t=0}^{T}{\frac {Y_{t}}{(1+r)^{t}}}{\Bigg )}\to \max _{C_{t}}}
Условия оптимальности первого порядка (без учёта бюджетного ограничения):
{\displaystyle \beta ^{t}u'(C_{t})+\lambda {\frac {1}{(1+r)^{t}}}=0,\quad t=0,1,..,T}
Поделив условия для соседних моментов времени, получим правило Кейнса — Рамсея в общем виде:
{\displaystyle {\frac {u'(C_{t})}{u'(C_{t+1})}}=\beta (1+r)}